# El Periódico de Catalunya
O El Periódico, antigamente El Periódico de Catalunya, é um  diário espanhol de notícias e de distribuição matinal, editado na Barcelona em dois idiomas: espanhol e catalão. 
Fundado en 1978 e originalmente de propriedade do Grupo Zeta, o jornal atualmente pertence ao Grupo Prensa Ibérica. Ideologicamente está considerado catalanista, não nacionalista e progressista. Formalmente se caracteriza pelo grande tratamento gráfico e a impressão da maioria de suas páginas em cores. O Jornal tem sua redação num edifício da rua Consell de Cent, em pleno distrito do Eixample de Barcelona, e conta com correspondentes próprios nas principais cidades de todo mundo.